# جائزة اليابان الكبرى للدراجات النارية 1995
جائزة اليابان الكبرى للدراجات النارية 1995 هو سباق دراجات نارية أقيم بتاريخ 23 أبريل 1995 في حلبة سوزوكا. كان الجولة الثالثة من أصل 13 في سباق الجائزة الكبرى للدراجات النارية موسم 1995. فاز داريل بيتي بفئة الموتو جي بي بينما جاء ميك دوهان في المركز الثاني وحصل على المركز الثالث تاكوما أوكي.

## وصلات خارجية
- الموقع الرسمي